# 聖安東尼教堂 (羅茲)

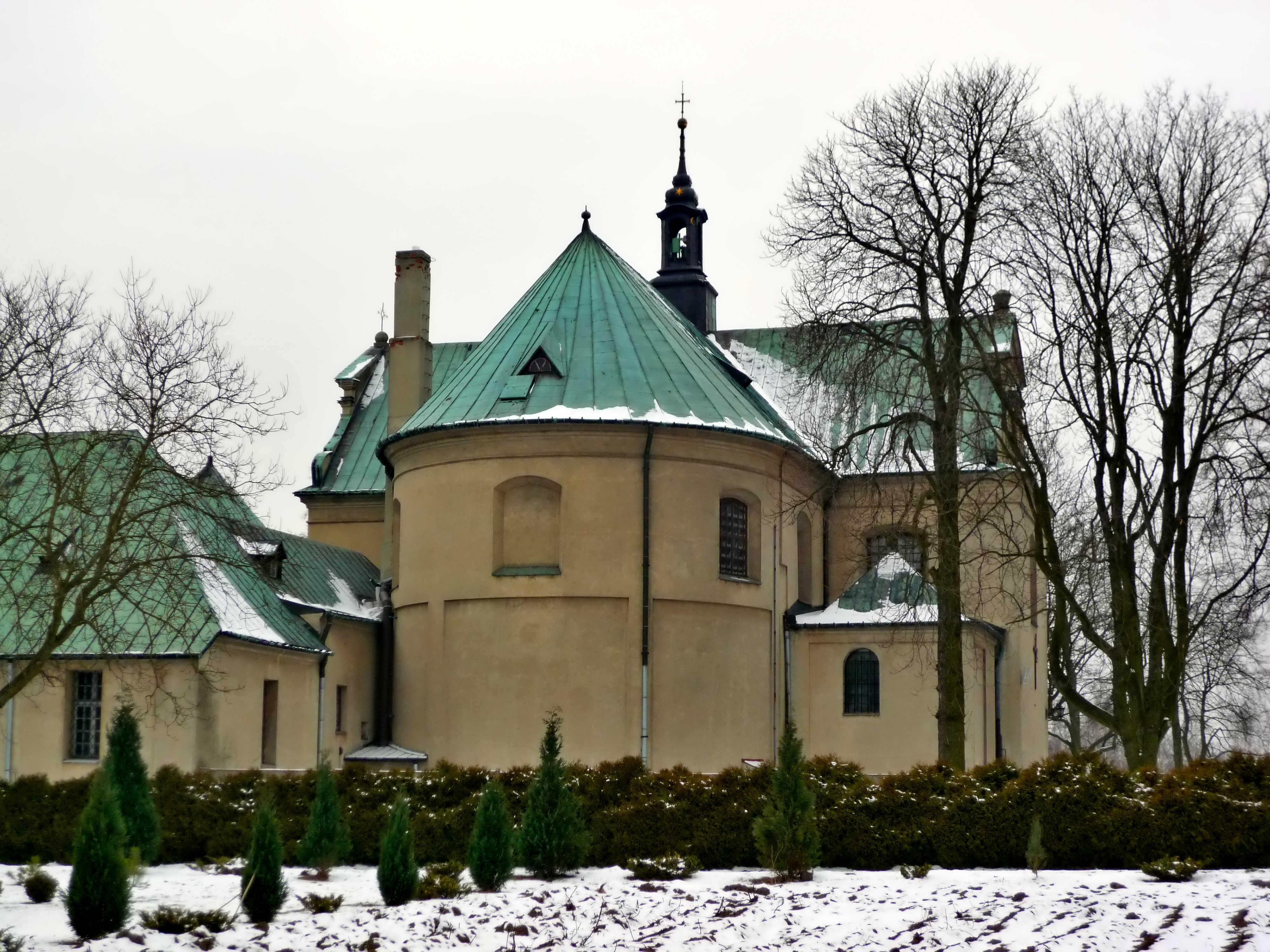
至聖救世主教堂

聖安東尼教堂（St. Anthony of Padua Church in Łódź-Łagiewniki）是波蘭中部城市羅茲的一座羅馬天主教的教堂。這座教堂修建於1701年至1723年，奉獻於1726年。聖安東尼教堂的外觀屬於巴洛克式風格，是羅茲重要的歷史建築。